# スーパートランプ
スーパートランプ（Supertramp）は、イングランド出身のロックバンド。
プログレッシブロック要素をもつポップロックが特徴で、特に1979年のアルバム『ブレックファスト・イン・アメリカ』、1974年のアルバム『クライム・オブ・センチュリー』が2000万枚以上のセールスを記録し人気を博した。一度解散したが、1990年代中頃より再始動を果たし、10人前後の大所帯で活動している。バンド名の意味は「漂流者」。

## 概要

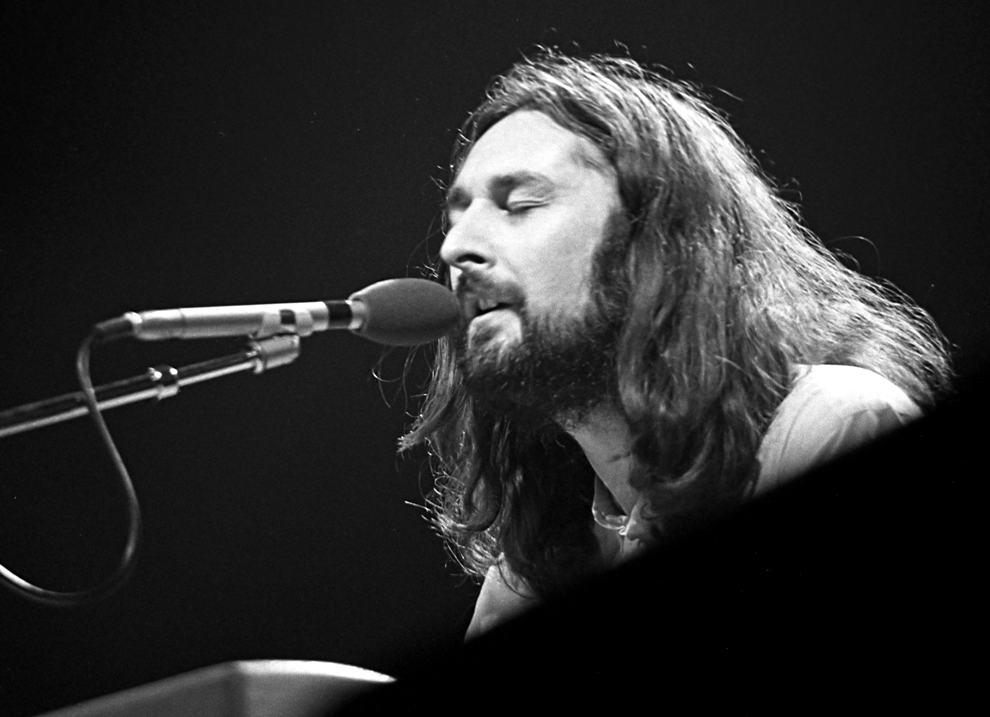
創設者リック・デイヴィス（1979年）

1968年、リック・デイヴィスがメンバー募集の広告を出し、それで出会ったロジャー・ホジソンらと前身バンド「ザ・ジョイント」を結成。バンドはオランダの富豪スタンレー・オーガスト・ミエセガエスの援助を受けながら、名称やメンバーの変遷を経て1969年「スーパートランプ」へと発展する。「スーパートランプ」という名はリックが同姓のよしみで好きだったというウィリアム・ヘンリー・デイヴィスの小説『素晴らしき放浪者の自叙伝（The Autobiography of a Super-Tramp）』からとられたもの（後年、『The Autobiography of Supertramp (邦題はバイオグラフィー・オブ・スーパートランプ)』というベスト盤も発売されている）。

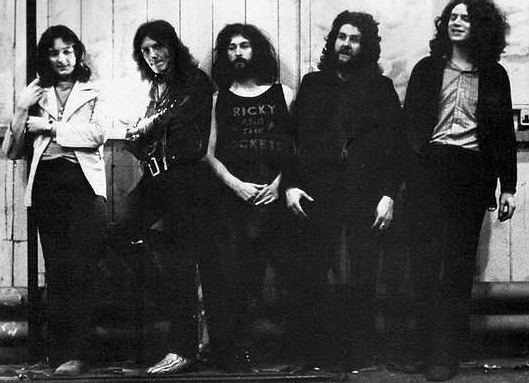
活動初期（1971年）

ロジャーの繊細なハイトーンを生かした幻想的な楽曲と、リックの力強い低めの声を生かした比較的ブルージーな楽曲（それぞれの曲も基本的にリードを取る側が作っている）の対比がバンドの音楽性に幅を持たせていた。1970年にデビュー・アルバム『スーパートランプ・ファースト』を発表。
デビュー当初は大きなヒットに恵まれなかったが、ロジャーとリック以外のメンバーを一新し、プログレ色を薄めていった1974年発表の3枚目のアルバム『クライム・オブ・センチュリー』がヒットし、人気アーティストの仲間入りを果たす。その後も『危機への招待』（1975年）、『蒼い序曲』（1977年）など、立て続けにヒットを飛ばし、着実にスターダムの階段を上がっていく。1976年には唯一の日本公演を5月に行っている。
1979年発表のアルバム『ブレックファスト・イン・アメリカ』は、全米ビルボード・チャート第1位を獲得。ポップなメロディとユニークなジャケットの効果もあって、アメリカだけで400万枚（全世界で1800万枚）を売り上げるなど、バンドにとって最大のヒットとなった。本作からはシングルでも「The Logical Song」（全米6位）や「Take The Long Way Home」（全米10位）などのヒット曲を生み出した。
1982年の『フェイマス・ラスト・ワーズ』発表後、中心メンバーの一人ロジャー・ホジソンが脱退、ソロに転向。バンドはもう一人の主要メンバーであるリック・デイヴィスを中心に活動を続けるが、セールス的には下降線をたどっていく。ついに1988年のツアー終了後、ダギー・トムソンの脱退表明を機に、バンドは崩壊した。
1996年、リックの呼びかけで再結成が図られ、翌年『永遠への贈り物（原題：Some Things Never Change）』を発表する。しかし、原題通り何も変わっていなかった彼らはベスト盤・ライブ盤の発売は行うものの、アルバム制作もままならない状態だった。2002年、5年ぶりの新作アルバム『Slow Motion (日本未発売)』をリリースするも振るわず、バンドは再び休止する。
活動休止中であるにもかかわらず、2005年に発表されたベスト・アルバム『Retrospectacle – The Supertramp Anthology』は、全英チャート・トップ10にランクインするというヒットを記録した。
2010年、再々結成がアナウンスされ、ワールド・ツアーを開始する。
彼らの音楽から影響を受けたというフォロワーは多く、2007年にはジム・クラス・ヒーローズ（Gym Class Heroes）が、「Breakfast In America」をカヴァーした楽曲「Cupid's Chokehold」を発表し、Radio&Records社のラジオ・オンエアチャートの1位になったことでも話題になった。

また2012年には、現イエスのビリー・シャーウッドが多くのプログレッシブ・ロック系有名ミュージシャンを集めて起ち上げたプロジェクト「Prog Collective」によるトリビュート・アルバムも発表された。

## メンバー
※2020年5月時点

### 現ラインナップ
- リチャード(リック)・デイヴィス / Richard（Rick) Davies - ボーカル、キーボード　(1969年–1988年, 1996年–2002年, 2010年– )
結成以来の中心的メンバー。
- ジョン・ヘリウェル /  John Helliwell - サックス、木管楽器、キーボード、 ボーカル　(1973年–1988年, 1996年–2002年, 2010年– )
1973年参加。元アラン・ボウン・セット。シン・リジィのアルバムに参加したこともある。またピンク・フロイドのアルバム「鬱」にはJohn Halliwellとクレジットされて参加している。
- ボブ・シーベンバーグ / Bob Siebenberg - ドラムス、パーカッション　(1973年–1988年, 1996年–2002年, 2010年– )
1973年参加。元ビーズ・メイク・ハニー。ボブ・C・ベンバーグ(Bob C. Benberg)の表記も好んで使う。
- マーク・ハート / Mark Hart - ボーカル、キーボード、 ギター　(1996年–2002年, 2015年– )
バンド低迷期の1985年からサポートで参加。1996年より正式メンバー。クラウデッド・ハウスのマルチ奏者としても有名。
- カール・ヴァーヘイエン / Carl Verheyen - ギター、パーカッション　(1996年–2002年, 2010年– )
1985年からサポートで参加。1996年より正式メンバー。カール・ヴァーヘイエン・バンド（トリオ）としても活動。
- クリフ・ヒューゴ / Cliff Hugo - ベース　(1996年–2002年, 2010年– )
1996年参加。カール・ヴァーヘイエン・バンド（トリオ）にも参加。
- リー・ソーンバーグ / Lee Thornburg - トロンボーン、トランペット、キーボード　(1996年–2002年, 2010年– )
1996年参加。元タワー・オブ・パワー。TOTOのアルバムに参加したことも。
- ジェシー・シーベンバーグ / Jesse Siebenberg - パーカッション、 ボーカル、ギター、キーボード　(2010年– )
1997年参加。ボブ・シーベンバーグの息子。
- ゲイブ・ディクソン / Gabe Dixon - キーボード、タンブリン、ボーカル　(2010年– )
ゲイブ・ディクソン・バンドの中心メンバーとして知られる。
- キャシー・ミラー / Cassie Miller - コーラス　(2010年– )

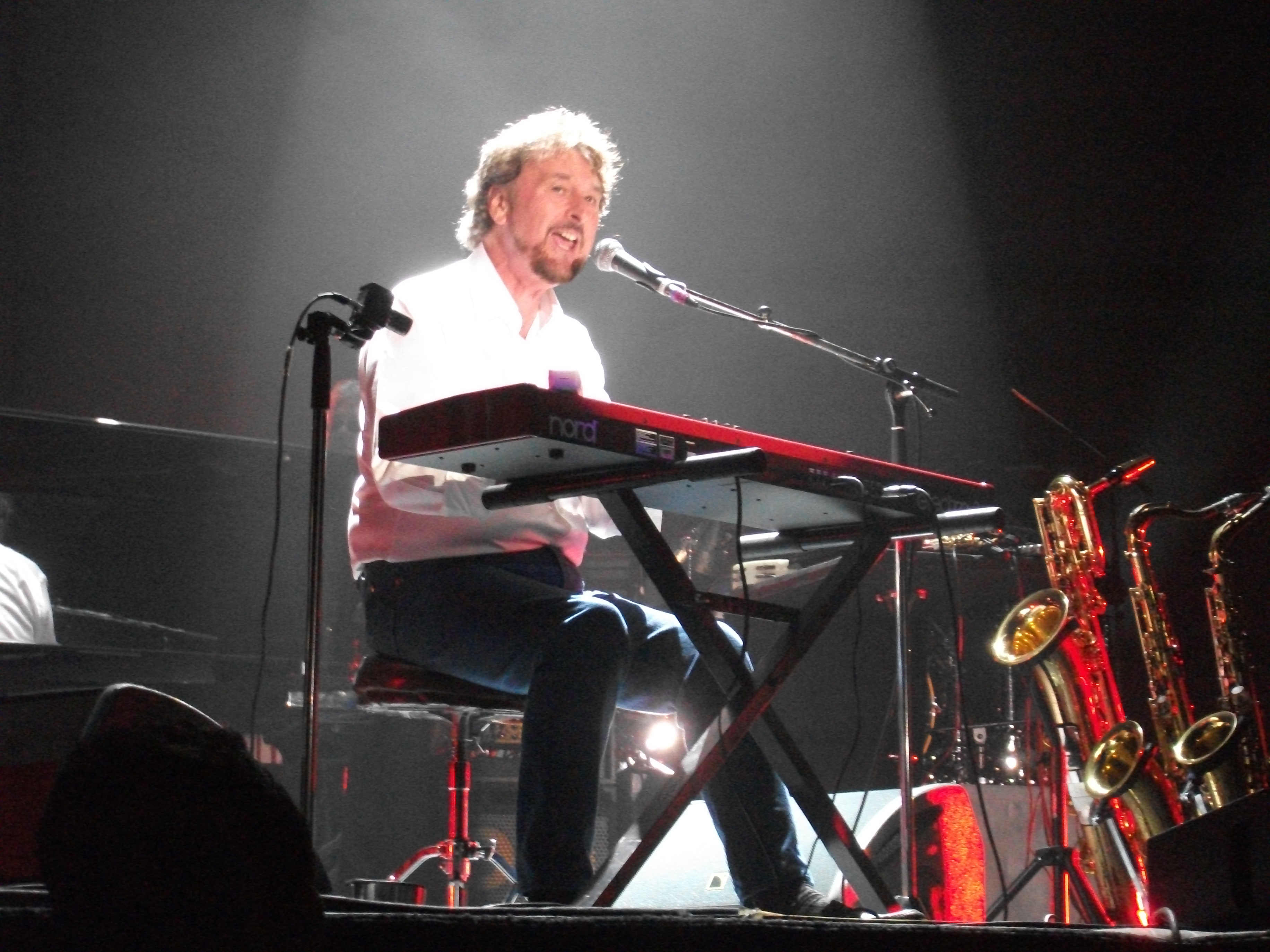
リック・デイヴィス（2010年）
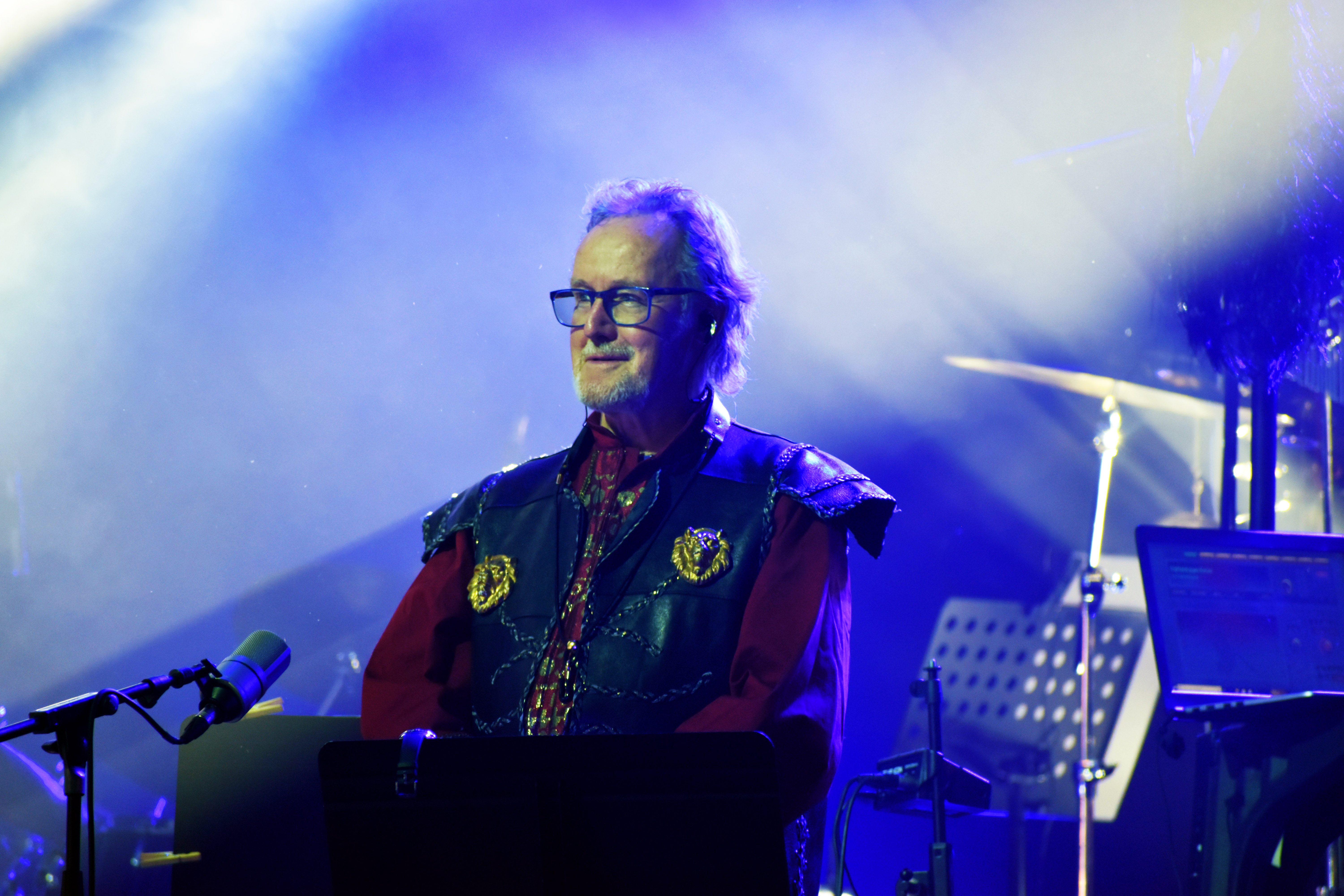
ジョン・ヘリウェル（2019年）
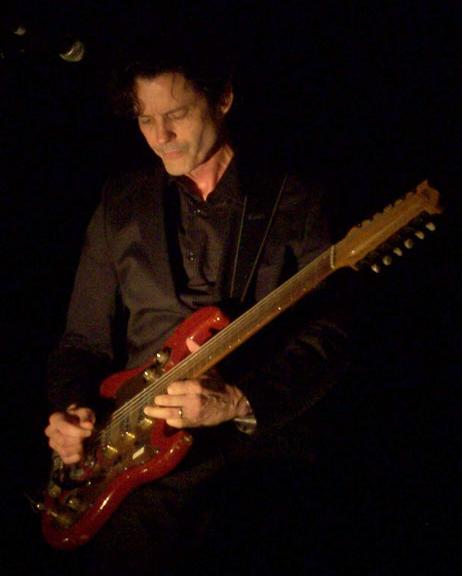
マーク・ハート（2010年）
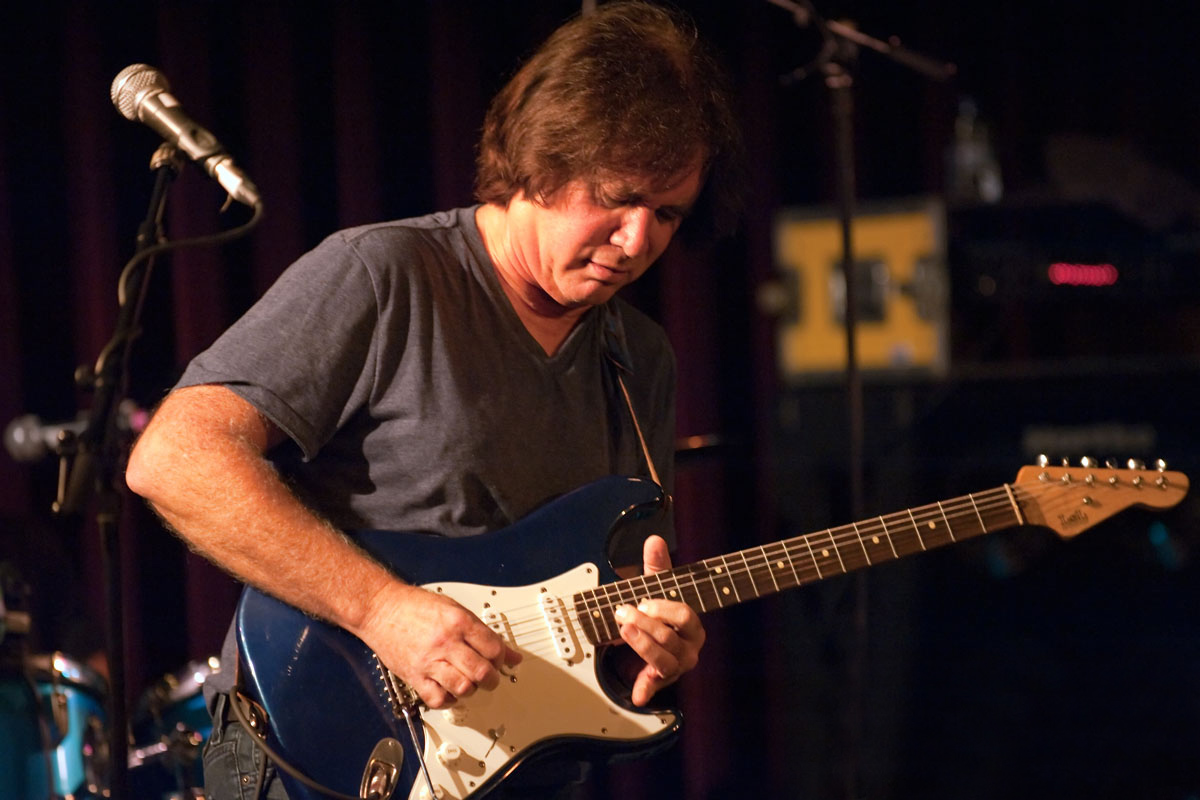
カール・ヴァーヘイエン（2013年）
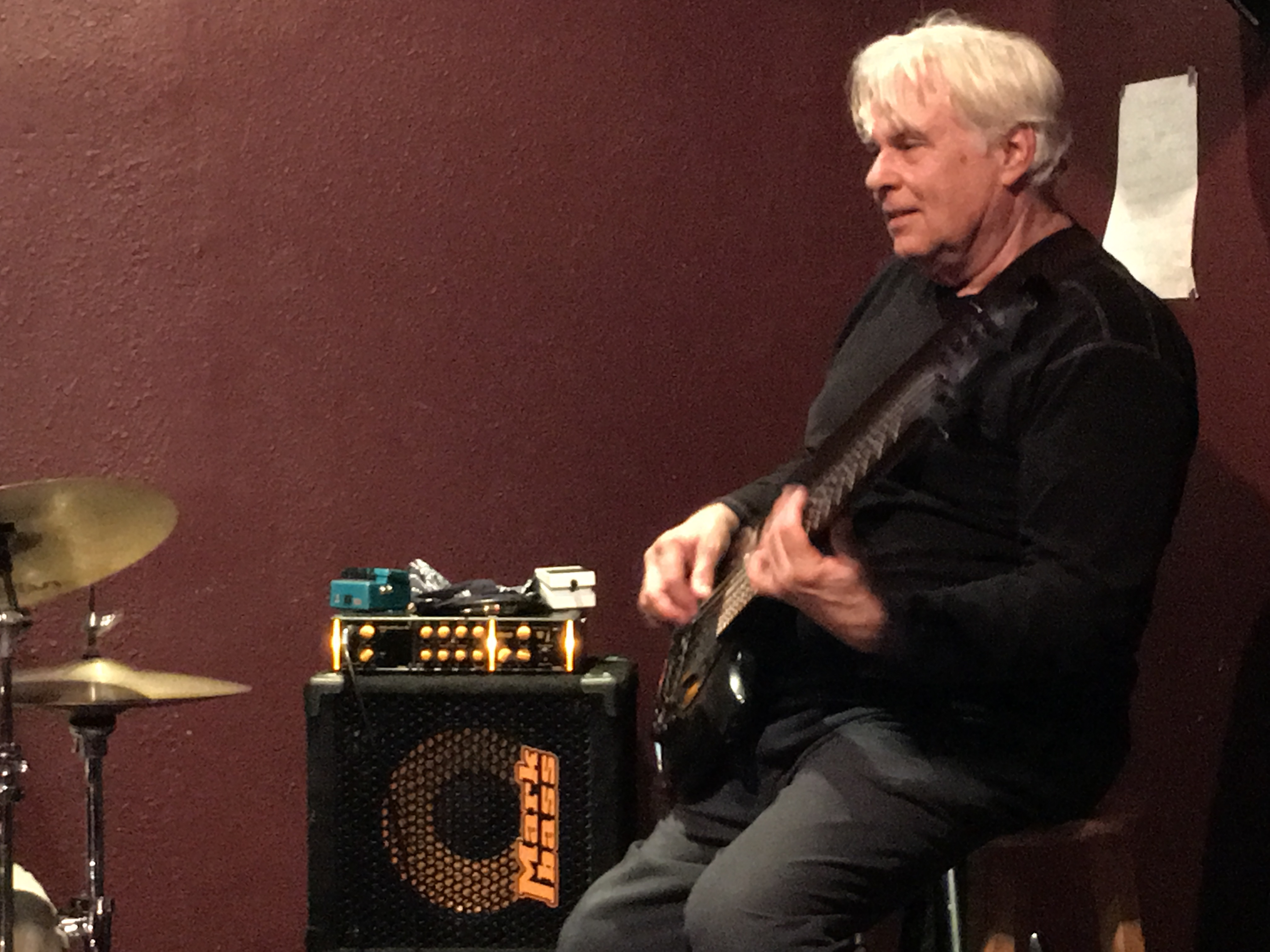
クリフ・ヒューゴ（2017年）
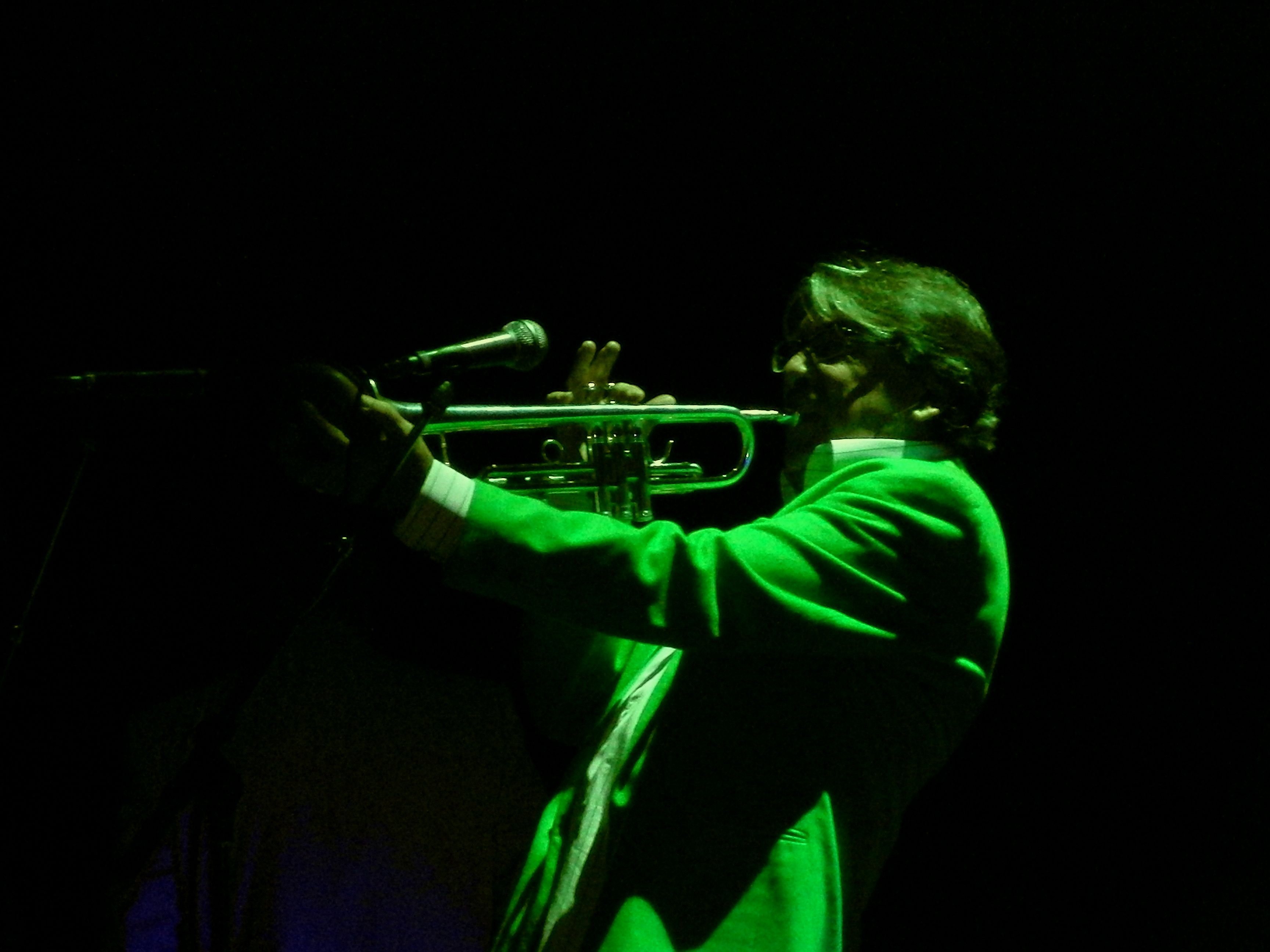
リー・ソーンバーグ（2010年）
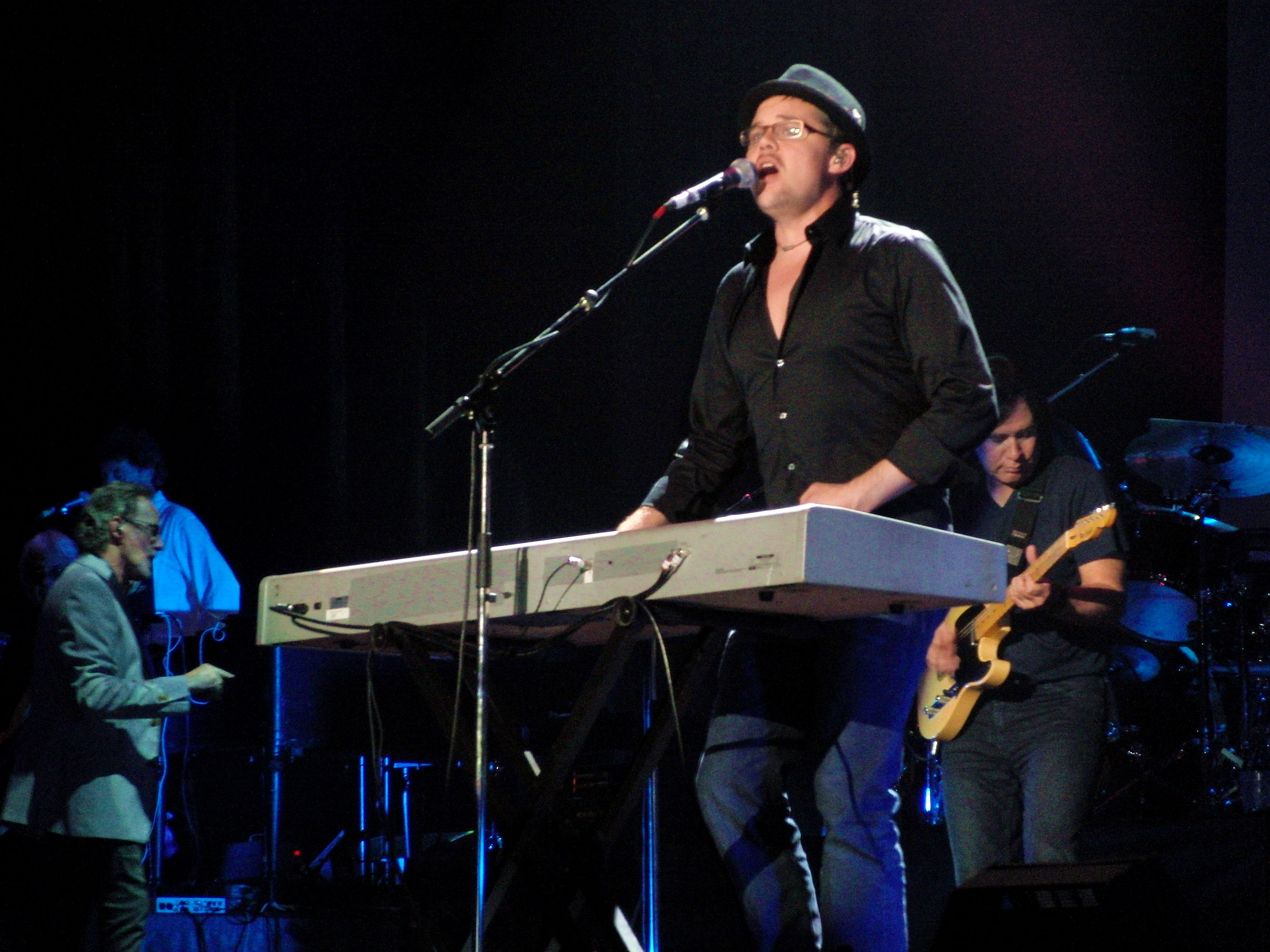
ゲイブ・ディクソン（2010年）

### 旧メンバー

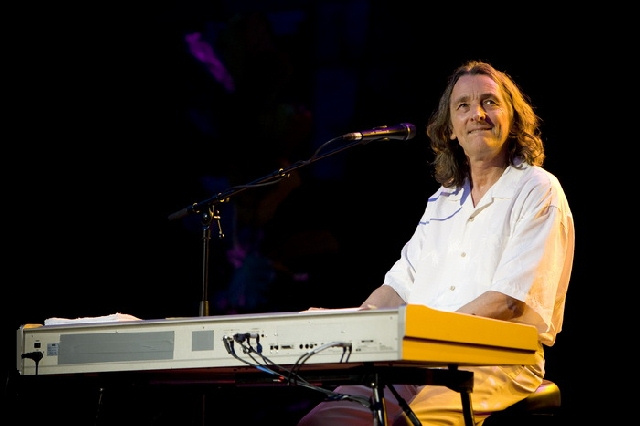
ロジャー・ホジソン（2008年）

- ロジャー・ホジソン / Roger Hodgson - ボーカル、 ギター、ピアノ　(1970年–1983年)
結成から1983年に脱退するまでの中心的メンバー。デビュー・アルバム時はベースを担当。セカンド・アルバムからギター担当。サード・アルバム以降はリックよりも注目される立場になる。脱退後、イエスのボーカリストの話があり、実際レコーディングも行ったが、ジョン・アンダーソンの復帰で白紙となる。イエスのアルバム『トーク』には一部をホジソンが作った曲も収録されている。
- リチャード・パーマー / Richard Palmer - ボーカル、 ギター、バラライカ　(1970年–1971年)
アルバム参加は１枚目のみ。脱退後、リチャード・パーマー・ジェイムスの名でキング・クリムゾンの『太陽と戦慄』『暗黒の世界』『レッド』に作詞家として参加。
- ロバート・ミラー / Robert Millar - ドラムス、パーカッション、ハーモニカ　(1970年–1971年)
アルバム参加は１枚目のみ。俳優としても知られる。
- デイヴ・ウインスロップ / Dave Winthrop - フルート、サックス、ボーカル　(1970年–1973年)
デビューアルバム発売直前に加入したため、1枚目のレコーディングには参加していない。アルバムには2枚目のみ。
- フランク・ファレル / Frank Farrell - ベース、キーボード　(1971年–1972年)
セカンド・アルバムのみ参加。ルネッサンス等にも参加していた。
- ケヴィン・カリー / Kevin Currie - ドラムス、パーカッション　(1971年–1973年)
セカンド・アルバムのみ参加。
- ダギー・トムソン / Dougie Thomson - ベース　(1972年–1988年)
アルバム3枚目より参加。元アラン・ボウン・セット。黄金期を支えたメンバーであるが、1988年の脱退はリックとの軋轢という噂も。弟のアリ・トムソンもシンガーソングライターとして活動している。
- トム・ウオルシュ / Tom Walsh - パーカッション　(1996年–1997年)
1996年の再結成当初のみ参加。

## ディスコグラフィ

### スタジオ・アルバム
- 『スーパートランプ・ファースト』 - Supertramp (1970年) ※全米158位
- 『消えない封印』 - Indelibly Stamped (1971年)
- 『クライム・オブ・センチュリー』 - Crime Of The Century (1974年) ※全英4位/全米38位
- 『危機への招待』 - Crisis? What's Crisis? (1975年) ※全英20位 全米44位
- 『蒼い序曲』 - Even In The Quietest Moments... (1977年) ※全英12位/全米16位
- 『ブレックファスト・イン・アメリカ』 - Breakfast in America (1979年) ※全英3位/全米1位/オリコン2位
- 『フェイマス・ラスト・ワーズ』 - ...Famous Last Words... (1982年) ※全英6位/全米5位
- 『フロンティアへの旅立ち』 - Brother Where You Bound (1985年) ※全英20位/全米21位　ピンク・フロイドのデヴィッド・ギルモアがゲスト参加。
- 『フリー・アズ・ア・バード』 - Free As A Bird (1987年) ※全英93位/全米101位
- 『永遠への贈り物』 - Some Things Never Change (1997年) ※全英74位
- Slow Motion (2002年)

### ライブ・アルバム
- 『ライヴ・イン・パリ』 - Paris (1980年) ※全英7位/全米8位
- 『ライヴ'88』 - Live '88 (1988年)
- 『スーパーマニア - ライヴ・ベスト』 - It Was The Best Of Times (1999年) ※全英91位。日本企画のライブ盤が世界でも発売
- Is Everybody Listening? (2001年) ※ブートレグで出ていた76年のライヴを正式リリース
- Live, 1997 (2006年) ※1997年のライブ
- Supertramp 70-10 Tour (2010年) ※2010年ツアーのライブ盤をオフィシャルサイト等で直販

### コンピレーション・アルバム
- 『バイオグラフィー・オブ・スーパートランプ』 - The Autobiography of Supertramp (1986年) ※全英9位。アメリカでは翌年発売。その際にさらに3曲が加えられる
- 『ベリー・ベスト・オブ・スーパートランプ』 - Very Best of Supertramp (1990年) ※全英8位。イギリスで「Give A Little Bit」がリバイバルヒットしたため、アメリカ盤『The Autobiography of Supertramp』をタイトル変更し再リリース
- Very Best of Supertramp, Vol. 2 (1992年)
- Retrospectacle – The Supertramp Anthology (2005年) ※全英9位

※順位は全英アルバムチャート、全米ビルボード200の最高順位。記載のないものはランク外または記録なし。